# Eucera grandis
Eucera grandis är en biart som först beskrevs av Etienne Laurent Joseph Hippolyte Boyer de Fonscolombe 1846.  Eucera grandis ingår i släktet långhornsbin, och familjen långtungebin. Inga underarter finns listade i Catalogue of Life.